# 키요타
키요타(스페인어: Quillota)는 칠레 발파라이소 주에 위치한 도시이자 코무나로 키요타 현의 현도이며 면적은 302km2, 높이는 462m, 인구는 85,262명(2012년 기준)이다. 도시가 설립된 시기는 1717년 11월 11일이다.